# 1608 Muñoz
1608 Muñoz là một tiểu hành tinh vành đai chính với chu kỳ quỹ đạo là 1203.3565223 ngày (3.29 năm).
Nó được phát hiện ngày 1 tháng 9 năm 1951.